# Krueng Sikajang
Krueng Sikajang is een bestuurslaag in het regentschap Aceh Tamiang van de provincie Atjeh, Indonesië. Krueng Sikajang telt 941 inwoners (volkstelling 2010).